# Campeonato Mundial de Halterofilismo de 2017 - Até 63 kg feminino
A categoria até 63 kg feminino foi um evento do Campeonato Mundial de Halterofilismo de 2017, disputado no Centro de Convenções Anaheim, em Anaheim, nos Estados Unidos, entre 30 de novembro e 1 de dezembro de 2017. 

## Calendário
Horário local (UTC-8) 
| Dia            | Horário | Fase    |
| -------------- | ------- | ------- |
| 30 de novembro | 13:55   | Grupo B |
| 1 de dezembro  | 17:25   | Grupo A |

## Medalhistas
| Evento    | Ouro                | Ouro   | Prata                    | Prata  | Bronze               | Bronze |
| --------- | ------------------- | ------ | ------------------------ | ------ | -------------------- | ------ |
| Arranque  | Loredana Toma (ROU) | 109 kg | Maude Charron (CAN)      | 102 kg | Lina Rivas (COL)     | 101 kg |
| Arremesso | Loredana Toma (ROU) | 128 kg | Rattanawan Wamalun (THA) | 127 kg | Lina Rivas (COL)     | 124 kg |
| Total     | Loredana Toma (ROU) | 237 kg | Lina Rivas (COL)         | 225 kg | Mercedes Pérez (COL) | 225 kg |

## Recordes
Antes desta competição, o recorde mundial da prova era o seguinte:
| Recorde         | Tipo      | Atleta                    | Peso   | Local          | Data                  |
| Recorde Mundial | Arranque  | Svetlana Tsarukaeva (RUS) | 117 kg | Paris          | 8 de novembro de 2011 |
| Recorde Mundial | Arremesso | Deng Wei (CHN)            | 147 kg | Rio de Janeiro | 9 de agosto de 2016   |
| Recorde Mundial | Total     | Deng Wei (CHN)            | 262 kg | Rio de Janeiro | 9 de agosto de 2016   |

## Resultado
Os resultados foram os seguintes. 
| Pos.              | Atleta                      | Grupo | Arranque (kg) | Arranque (kg) | Arranque (kg) | Arranque (kg)     | Arremesso (kg) | Arremesso (kg) | Arremesso (kg) | Arremesso (kg)    | Total |
| Pos.              | Atleta                      | Grupo | 1             | 2             | 3             | Resultado         | 1              | 2              | 3              | Resultado         | Total |
| ----------------- | --------------------------- | ----- | ------------- | ------------- | ------------- | ----------------- | -------------- | -------------- | -------------- | ----------------- | ----- |
| Medalha de ouro   | Loredana Toma (ROU)         | A     | 103           | 106           | 109           | Medalha de ouro   | 123            | 126            | 128            | Medalha de ouro   | 237   |
| Medalha de prata  | Lina Rivas (COL)            | A     | 101           | 104           | 104           | Medalha de bronze | 120            | 124            | 127            | Medalha de bronze | 225   |
| Medalha de bronze | Mercedes Pérez (COL)        | A     | 97            | 101           | 101           | 4                 | 123            | 124            | 124            | 4                 | 225   |
| 4                 | Rattanawan Wamalun (THA)    | A     | 92            | 96            | 98            | 5                 | 124            | 127            | 127            | Medalha de prata  | 225   |
| 5                 | Maude Charron (CAN)         | B     | 95            | 99            | 102           | Medalha de prata  | 118            | 122            | 122            | 5                 | 224   |
| 6                 | Sarah Davies (GBR)          | A     | 88            | 91            | 93            | 15                | 118            | 121            | 124            | 6                 | 209   |
| 7                 | Maria Grazia Alemanno (ITA) | A     | 90            | 93            | 95            | 6                 | 110            | 113            | 113            | 12                | 208   |
| 8                 | Chiang Nien-hsin (TPE)      | A     | 90            | 90            | 90            | 11                | 114            | 118            | 122            | 7                 | 208   |
| 9                 | Akane Yoshida (JPN)         | A     | 87            | 90            | 92            | 8                 | 112            | 115            | 117            | 8                 | 207   |
| 10                | Mahassen Fattouh (LBN)      | B     | 86            | 89            | 91            | 9                 | 108            | 113            | 117            | 11                | 204   |
| 11                | Eri Mitsuke (JPN)           | A     | 88            | 88            | 92            | 16                | 110            | 113            | 115            | 9                 | 203   |
| 12                | Anni Vuohijoki (FIN)        | A     | 90            | 90            | 90            | 10                | 112            | 112            | 115            | 13                | 202   |
| 13                | Mona Pretorius (RSA)        | B     | 88            | 88            | 91            | 17                | 112            | 112            | 115            | 14                | 200   |
| 14                | Irene Martínez (ESP)        | B     | 92            | 92            | 97            | 7                 | 100            | 105            | 108            | 21                | 197   |
| 15                | Yadira Nazereno (ECU)       | B     | 83            | 87            | 89            | 13                | 103            | 108            | 112            | 16                | 197   |
| 16                | Galya Shatova (BUL)         | B     | 85            | 88            | 88            | 18                | 105            | 108            | 110            | 17                | 196   |
| 17                | Björk Óðinsdóttir (ISL)     | B     | 82            | 85            | 88            | 21                | 106            | 109            | 112            | 15                | 194   |
| 18                | Saara Leskinen (FIN)        | B     | 84            | 87            | 89            | 14                | 99             | 104            | 109            | 22                | 193   |
| 19                | Ganzorigiin Anuujin (MGL)   | B     | 84            | 87            | 90            | 20                | 100            | 106            | 109            | 19                | 193   |
| 20                | Mădălina Molie (ROU)        | B     | 87            | 91            | 92            | 19                | 105            | 111            | 112            | 20                | 192   |
| 21                | Eldi Paredes (PER)          | B     | 77            | 80            | 83            | 22                | 103            | 107            | 109            | 18                | 190   |
| —                 | Nguyễn Thị Tuyết Mai (VIE)  | A     | 89            | —             | —             | 12                | 124            | 125            | 125            | —                 | —     |
| —                 | Angelica Roos (SWE)         | B     | 85            | 85            | 85            | —                 | —              | —              | —              | —                 | —     |
| —                 | Jessica Lucero (USA)        | A     | 90            | 90            | 91            | —                 | 110            | 114            | 114            | 10                | —     |